# Campbellsport
Campbellsport est un village du comté de Fond du Lac, dans l'État du Wisconsin, aux États-Unis. En 2020, il comptait une population de 1 907 habitants.